# 트로피코스
트로피코스(Tropicos) 또는 미주리식물원 데이터베이스(Missouri Botanical Garden's Database)는 미국의 미주리 식물원(Missouri Botanical Garden)에서 운영하는 온라인 식물 데이터베이스이다. 신열대구(중앙아메리카와 남아메리카) 식물에 관한 분류 정보를 주로 포함하고 있다. 데이터베이스에는 420만 가지 이상의 허바륨 표본에 대한 이미지와 분류학 및 서지학 정보를 소유하고 있다. 또한 4만 9천종 이상의 과학 출판물 정보를 포함하고 있다. 데이터베이스는 학명과 식물명(영어와 프랑스어, 스페인어)을 제공된다. 데이터베이스 중에서 가장 오래된 기록은 1703년 정보까지 거슬러 올라간다.